# Landange
Landange est une commune française située dans le département de la Moselle, en région Grand Est.
Cette commune se trouve dans la région historique de Lorraine et fait partie du pays de Sarrebourg.

## Géographie

### Communes limitrophes
| Gondrexange   | Neufmoulins |         |
|               | Landange    | Lorquin |
| Saint-Georges | Aspach      |         |

### Hydrographie
La commune est située dans le bassin versant du Rhin au sein du bassin Rhin-Meuse. Elle est drainée par le ruisseau d'Aspach et le ruisseau St-Martin.
Le ruisseau d'Aspach, d'une longueur totale de 10,5 km, prend sa source dans la commune de Hattigny et se jette  dans le ruisseau de Gondrexange à Xouaxange, après avoir traversé six communes.

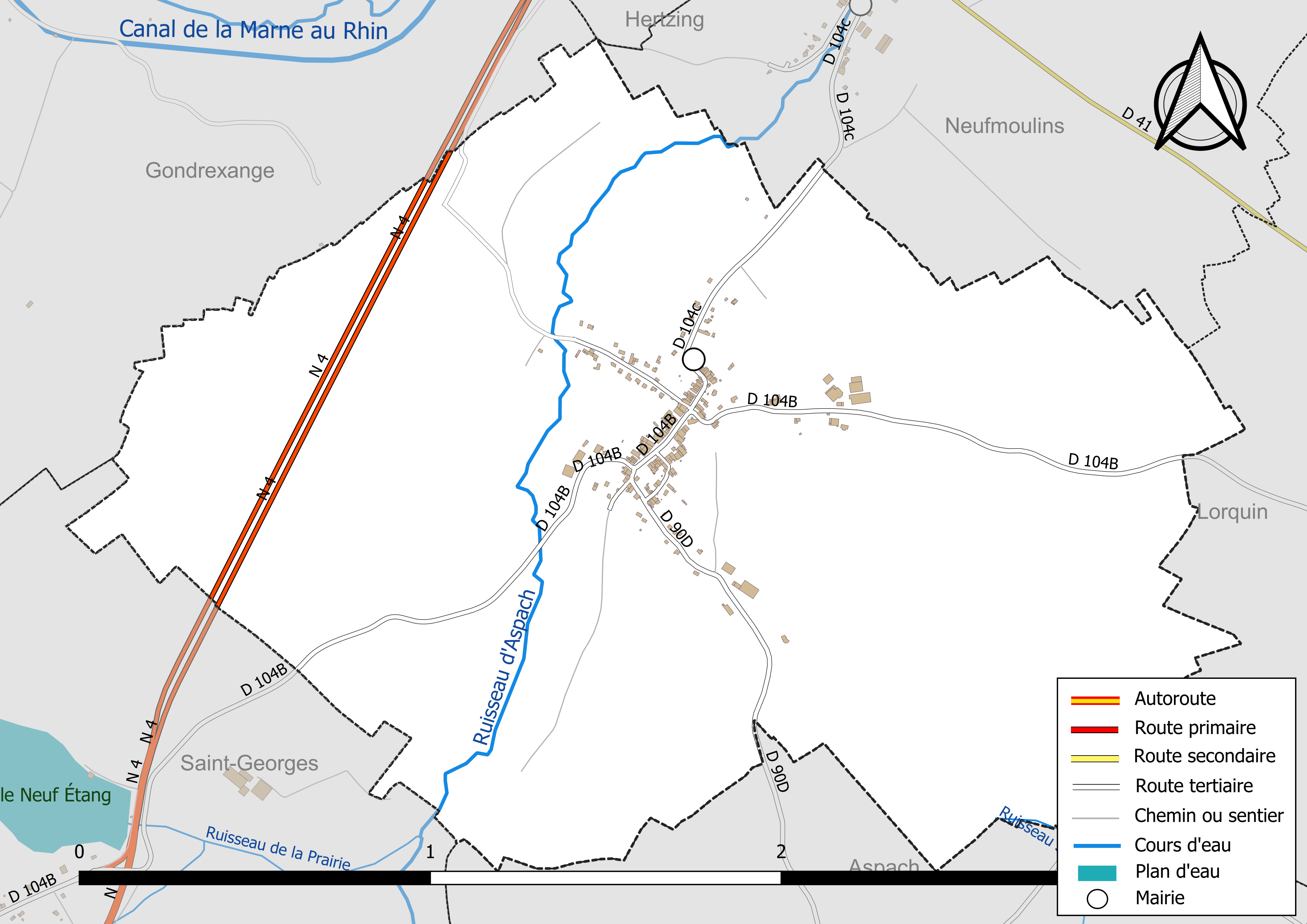
Réseaux hydrographique et routier de Landange.

La qualité des eaux des principaux cours d’eau de la commune, notamment du ruisseau d'Aspach, peut être consultée sur un site spécial géré par les agences de l’eau et l’Agence française pour la biodiversité.

### Climat
Pour des articles plus généraux, voir Climat du Grand Est et Climat de la Moselle.
En 2010, le climat de la commune est de type climat des marges montargnardes, selon une étude du Centre national de la recherche scientifique s'appuyant sur une série de données couvrant la période 1971-2000. En 2020, Météo-France publie une typologie des climats de la France métropolitaine dans laquelle la commune est exposée à un climat semi-continental et est dans la région climatique  Vosges, caractérisée par une pluviométrie très élevée (1 500 à 2 000 mm/an) en toutes saisons et un hiver rude (moins de 1 °C). 
Pour la période 1971-2000, la température annuelle moyenne est de 9,5 °C, avec une amplitude thermique annuelle de 16,7 °C. Le cumul annuel moyen de précipitations est de 1 032 mm, avec 12,6 jours de précipitations en janvier et 9,8 jours en juillet. Pour la période 1991-2020, la température moyenne annuelle observée sur la station météorologique de Météo-France la plus proche, « Nitting_sapc », sur la commune de Nitting à 5 km à vol d'oiseau, est de 10,4 °C et le cumul annuel moyen de précipitations est de 993,7 mm. 
La température maximale relevée sur cette station est de 37,9 °C, atteinte le 25 juillet 2019 ; la température minimale est de −19,4 °C, atteinte le 26 décembre 2010,,. 
Les paramètres climatiques de la commune ont été estimés pour le milieu du siècle (2041-2070) selon différents scénarios d'émission de gaz à effet de serre à partir des nouvelles projections climatiques de référence DRIAS-2020. Ils sont consultables sur un site spécial publié par Météo-France en novembre 2022.

## Urbanisme

### Typologie
Au 1er janvier 2024, Landange est catégorisée commune rurale à habitat dispersé, selon la nouvelle grille communale de densité à sept niveaux définie par l'Insee en 2022.
Elle est située hors unité urbaine. Par ailleurs la commune fait partie de l'aire d'attraction de Sarrebourg, dont elle est une commune de la couronne,. Cette aire, qui regroupe 87 communes, est catégorisée dans les aires de 50 000 à moins de 200 000 habitants,.

### Occupation des sols
L'occupation des sols de la commune, telle qu'elle ressort de la base de données européenne d’occupation biophysique des sols Corine Land Cover (CLC), est marquée par l'importance des territoires agricoles (94,9 % en 2018), une proportion identique à celle de 1990 (94,9 %). La répartition détaillée en 2018 est la suivante : 
prairies (83,1 %), terres arables (11,2 %), zones urbanisées (5,1 %), zones agricoles hétérogènes (0,6 %). L'évolution de l’occupation des sols de la commune et de ses infrastructures peut être observée sur les différentes représentations cartographiques du territoire : la carte de Cassini (XVIIIe siècle), la carte d'état-major (1820-1866) et les cartes ou photos aériennes de l'IGN pour la période actuelle (1950 à aujourd'hui).

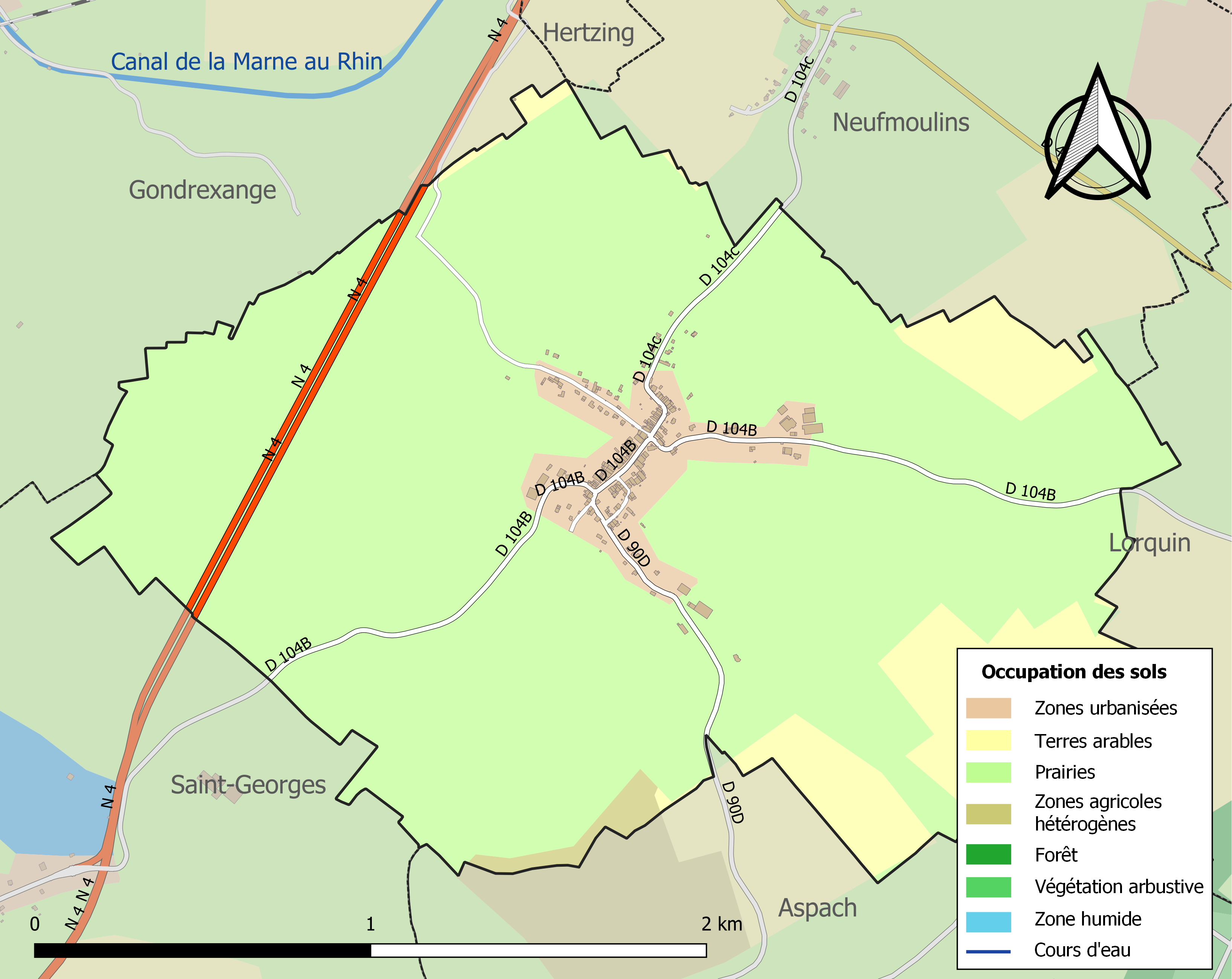
Carte des infrastructures et de l'occupation des sols de la commune en 2018 (CLC).

## Toponymie
- Landeldingen (1049-1050), Landoldingen (1142), Landoldingan[14], Landenges (1201), Landanges (1285), Landange (1793), Landingen (1871-1918).
- En lorrain roman :  Landonche.

## Histoire
- Dépendance de l'ancienne province de Lorraine, possession de l'abbaye de Hesse en 1050.
- Durant la Seconde guerre mondiale, l’Alsace Moselle est annexée au Reich. Landange est allemand. Mais du fait de sa proximité avec la frontière française, le village devient un point de passage pour l’évacuation des Alsaciens, Mosellans at autres prisonniers de guerre qui voulaient fuir leur territoire annexé. À l'hiver 1941-1942 les sommets vosgiens enneigés obligent à trouver des passages moins élevés pour les réseaux de passeurs comme l’Équipe Pur Sang. Un passage se fait alors à Landange par l’intermédiaire de l'instituteur André Kommenacker.

## Politique et administration
| Période                                  | Période      | Identité        | Étiquette | Qualité |
| ---------------------------------------- | ------------ | --------------- | --------- | ------- |
| Les données manquantes sont à compléter. |              |                 |           |         |
| mars 1974                                | mars 1995    | Charles Pariset |           |         |
| mars 1995                                | janvier 2019 | Bernard Germain |           |         |
| mai 2019                                 | En cours     | René BOUR       |           |         |

## Démographie
L'évolution du nombre d'habitants est connue à travers les recensements de la population effectués dans la commune depuis 1793. Pour les communes de moins de 10 000 habitants, une enquête de recensement portant sur toute la population est réalisée tous les cinq ans, les populations de référence des années intermédiaires étant quant à elles estimées par interpolation ou extrapolation. Pour la commune, le premier recensement exhaustif entrant dans le cadre du nouveau dispositif a été réalisé en 2007.

En 2022, la commune comptait 242 habitants, en évolution de +2,98 % par rapport à 2016 (Moselle : +0,52 %, France hors Mayotte : +2,11 %).
| 1793 | 1800 | 1806 | 1821 | 1831 | 1836 | 1841 | 1846 | 1851 |
| ---- | ---- | ---- | ---- | ---- | ---- | ---- | ---- | ---- |
| 335  | 328  | 268  | 385  | 417  | 441  | 425  | 386  | 365  |

| 1856 | 1861 | 1871 | 1875 | 1880 | 1885 | 1890 | 1895 | 1900 |
| ---- | ---- | ---- | ---- | ---- | ---- | ---- | ---- | ---- |
| 346  | 335  | 312  | 273  | 260  | 254  | 229  | 219  | 216  |

| 1905 | 1910 | 1921 | 1926 | 1931 | 1936 | 1946 | 1954 | 1962 |
| ---- | ---- | ---- | ---- | ---- | ---- | ---- | ---- | ---- |
| 249  | 234  | 209  | 213  | 208  | 208  | 224  | 209  | 215  |

| 1968 | 1975 | 1982 | 1990 | 1999 | 2006 | 2007 | 2012 | 2017 |
| ---- | ---- | ---- | ---- | ---- | ---- | ---- | ---- | ---- |
| 203  | 202  | 202  | 197  | 199  | 237  | 242  | 230  | 242  |

| 2022 | - | - | - | - | - | - | - | - |
| ---- | - | - | - | - | - | - | - | - |
| 242  | - | - | - | - | - | - | - | - |

## Culture locale et patrimoine

### Lieux et monuments

#### Édifices civils
- Vestiges gallo-romains : monnaies.

#### Édifice religieux
- Église paroissiale Sainte-Marguerite, entièrement reconstruite en 1764, La non adéquation entre la nef et le clocher indiquent la présence d'un édifice antérieur. Différentes pierres de dédicace et de fondation dans les murs de l'église attestent de la reconstruction, refaite en 1828 le village ayant été la proie d'un terrible incendie en 1826  clocher ancien.

### Personnalités liées à la commune
Général Jean-Louis MENA :
Naissance à  Landange le 18 mars 1818. Il est lycéen à Nancy avant d'entrer à l'école de St-Cyr dont il sortira le 10 octobre 1840 avec le grade de sous-lieutenant, affecté au 56e Regiment de ligne. Fera campagne en Italie en 1849 puis en Algérie de 1852 à 1854, avant d'être embarqué en Crimée.
Il s'illustrera au siège de Sébastopol, particulièrement pour prendre Malakoff, ce qui lui voudra d'être fait, successivement entre juin et septembre 1855, chevalier de la Légion d'Honneur, Officier de la Légion d'Honneur et nommé au grade de Commandant de bataillon.
Nommé Lieutenant-colonel le 10 avril 1862, Colonel au 56e Régiment d'infanterie le 3 juillet 1867.
En 1870, à la tête de ses troupes, il tombera criblé de balles lors de la bataille Woerth-Reichshoffen.
Reprendra vie..... et sera promu Commandeur de la Légion d'honneur le 20 avril 1871 avant d'être nommé au grade de Général de Brigade le 3 mai 1875.
Il meurt à Nancy le 21 janvier 1890 et est inhumé à  Héming.

## Pour approfondir